# Cama (animal)
Un cama es un híbrido entre un dromedario y una llama, nacido por inseminación artificial realizada por científicos que estudiaron la cercana relación entre ambas especies. El dromedario representa seis veces el peso de la llama, por lo tanto la inseminación artificial fue necesaria para preñar a la llama hembra (aparejamientos entre llama macho y dromedario hembra fueron intentados sin éxito). El nombre "cama" procedería de la unión de "camello" y "llama" (el dromedario es un tipo de camello, a veces llamado camello árabe).
Aunque el híbrido fue aún más pequeño que una cría de llama, el Cama tenía las orejas cortas y la larga cola del camello, sin joroba y una hendidura en las patas más parecida a la de la llama que a la del dromedario.
A los cuatro años, el cama se volvió sexualmente maduro y se interesó en hembras de llama y guanaco. Un segundo cama hembra fue también producido por inseminación artificial. Las llamas y camellos tienen, ambos, 74 cromosomas, por lo que los científicos esperan que el híbrido resulte fértil. Si fuera posible, se podría incrementar el potencial de incremento de tamaño, producción de carne/ lana, cosecha y la habilidad de transporte de cargas propio de los camélidos sudamericanos.